# مقبرة سيدي عبد الرحمان الثعالبي
مقبرة سيدي عبد الرحمن الثعالبي أو مقبرة قصبة الجزائر أو المقبرة الثعالبية هي مقبرة تقع في بلدية القصبة ضمن ولاية الجزائر.

## التاريخ
تم إنشاء مقبرة سيدي عبد الرحمن الثعالبي خلال العام 895هـ (1490م) داخل قصبة الجزائر.

## الشخصيات المدفونة

### ا
- أحمد باي بن محمد الشريف[1]

### ح
- حميدة العمالي[2]

### س
- سيدي عبد الرحمن الثعالبي[3]

### ع
- عبد الحليم بن سماية[4]
- علي العمالي[5]

### م
- محمد ابن أبي شنب[6]
- محمد العمالي[7]
- محمد مشاطي[8]

## الموقع
تقع مقبرة سيدي عبد الرحمن الثعالبي غير بعيد عن الطريق الوطني رقم 11 المار بالشريط الساحلي الممتد من مصب وادي الحراش إلى غاية ميناء الجزائر المطل على خليج الجزائر.
وتقع هذه المقبرة في قصبة الجزائر، غير بعيدة عن البحر الأبيض المتوسط.
وتقع هذه المقبرة في بلدية القصبة بـمتيجة ومنطقة القبائل.

### مواضيع ذات صلة
- مقبرة سيدي أمحمد بوقبرين
- مقبرة العالية
- مقبرة القطار| - ع - ن - ت مقابر الجزائر                                                    | - ع - ن - ت مقابر الجزائر |
| ---------------------------------------------------------------------------- | ------------------------- |
| - مقبرة العالية - مقبرة سيدي أمحمد بوقبرين - مقبرة سيدي عبد الرحمان الثعالبي |                           |